# Platysenta glaucoptera
Platysenta glaucoptera är en fjärilsart som beskrevs av Achille Guenée 1852. Platysenta glaucoptera ingår i släktet Platysenta och familjen nattflyn. Inga underarter finns listade i Catalogue of Life.